# Pampadromaeus
Pampadromaeus là một chi khủng long, được Cabreira Schultz Bittencourt Soares Fortier L. Silva & Langer mô tả khoa học năm 2011.